# The Very Best of (Jethro Tull)
The Very Best of is een verzamelalbum van de Britse progressieve-rockband Jethro Tull, uitgebracht in 2001.

## Geschiedenis
De reden van deze uitgave was dat alle oude verzamelalbums van de band uit productie waren en bovendien niet meer up-to-date (de laatste dateerde uit 1993).
Ian Anderson stelde zelf de nummers samen. Drie nummers van het album zijn een nieuwe remix: Too Old to Rock 'n' Roll: Too Young to Die!, Heavy Horses en Minstrel in the Gallery. De cd eindigt met Cheerio.
De hoes laat Anderson zien in zijn klassieke pose, 'ingekleurd' met afbeeldingen van de studioalbumhoezen.

## Nummers
1. Living in the Past
2. Aqualung
3. Sweet Dream
4. The Whistler
5. Bungle in the Jungle
6. Witch's Promise
7. Locomotive Breath
8. Steel Monkey
9. Thick as a Brick
10. Bourée
11. Too Old to Rock 'n' Roll: Too Young to Die! (remix)
12. Life Is a Long Song
13. Songs from the Wood
14. A New Day Yesterday
15. Heavy Horses (remix)
16. Broadsword
17. Roots to Branches
18. A Song for Jeffrey
19. Minstel in the Gallery (remix)
20. Cheerio